# Amanda (telenovela)
Pour les articles homonymes, voir Amanda.
Amanda est une telenovela chilienne écrite par Luis Ponce et produite par AG Garage Creative.
Elle est diffusée entre le 22 novembre 2016 et le 25 juillet 2017 sur Mega, sur le réseau Outre-Mer 1re entre le 15 janvier 2018 et le 17 avril 2018 et diffusée sur France Ô depuis le 15 octobre 2018.

## Synopsis
Amanda est une jeune infirmière qui vient travailler au sein de la famille Santa Cruz pour s'occuper de la matriarche de la famille, Catalina Minardi. Ainsi, avec son professionnalisme et son charme, elle gagnera rapidement la confiance et l’affection de la famille sans que personne découvre quelles sont ses véritables intentions.
Au cours de ces 15 dernières années, elle n’a pas pu oublier ! Et revenir au sein de la famille Santa Cruz, l’impliquera à faire justice contre ces 4 frères qui ont arraché son innocence. Pendant toutes ces années, Amanda a pensé à chaque détail, à comment faire payer ces 4 frères pour tout le mal qu’ils lui ont fait…
Le moment est venu de mettre à exécution son plan, sans même soupçonner que son principal obstacle finira par être son propre cœur.
Un choix s'offre rapidement à elle : Faire justice ou aimer de nouveau ?

## Distribution
- Daniela Ramírez : Amanda Solís / Margarita Gálvez ✝
- Felipe Contreras : Victor Reyes / Victor Santa Cruz
- Carlos Díaz : Luciano Santa Cruz
- Álvaro Gómez : Claudio Santa Cruz
- Ignacio Garmendia : Mateo Santa Cruz †
- Pedro Campos : Bruno Santa Cruz
- Loreto Valenzuela : Catalina Minardi de Santa Cruz
- Teresita Reyes : Yolanda Salgado
- Ignacia Baeza : Josefina Undurraga
- Adela Secall : Gloria Cisternas
- Carolina Arredondo : Melisa Arenas
- Josefina Velasco : Elcira Morales
- Otilio Castro : Juvenal Reyes
- Ariel Mateluna : Leonel "Leo" Reyes
- Teresita Commentz : Anita Santa Cruz
- María de los Ángeles Burrows : Celeste Cisternas
- Bárbara Mundt : Gladys Aguirre
- Jaime Omeñaca : Miguel Gálvez †
- Emilia Neut : Pilar Santa Cruz
- Borja Larraín : Diego Santa Cruz
- Osvaldo Silva : Alfonso Undurraga †
- Caterina Espinosa : Bernardita Del Valle
- Sebastián Arrigorriaga : Juan José Palacios
- Camilo Polanco : José "Pepe" Céspedes
- Simón Pascal : "El Negro" Lara, ami de Bruno
- Rocío Toscano : Margarita Gálvez (jeune)
- Matías Burgos : Víctor Reyes Salgado (jeune)
- Rodrigo Walker : Claudio Santa Cruz (jeune)
- Joseff Messmer : Mateo Santa Cruz (jeune)
- Martín Elgueta : Bruno Santa Cruz (jeune)
- Francisco González : Guillermo "El Loco Guille" †
- Felipe Castro : Gabriel Rubinstein
- Ignacio Susperreguy : Fernando "Feña", ami de Anita
- Mónica Illanes : Andrea Curinao
- Nahuel Cantillano : Daniel "Dani" Quintana

### Sources
- (es) Cet article est partiellement ou en totalité issu de l’article de Wikipédia en espagnol intitulé « Amanda (telenovela) » (voir la liste des auteurs).